# أبو الحسين بن بنان
أَبُو الْحُسَيْن بن بَنَان، أحد علماء أهل السنة والجماعة ومن أعلام التصوف السني في القرن الرابع الهجري، وصفه أبو عبد الرحمن السلمي[ ؟ ] بأنّه: «من جلّة مَشَايِخ مصر»، ووصفه أبو القاسم القشيري بأنّه: «من كبار مشايخ مصر»، وقال عنه محمد بن علي الكتاني: «ما أعلم أن أحدا خرج من الدنيا وليس في قلبه من الدنيا شئ إلا أبا الحسين بن بنان»، صحب أبا سعيد الخراز، وعمرو بن عثمان المكي، وأبا بكر محمد بن الحسن الزقاق. كان من أهل مصر، يبيع شقاق الصوف (نوع من الثياب) وكان يجالس القوم (الصوفية) ويخالطهم، وُجد في آخر عمره مطروحاً ميّتاً على تلّ في التيه.

## وفاته
رُوي في سبب موت أبي الحسين بن بنان أنه ورد على قلبه شيء فهام على وجهه فلحقوه في متاهة بني إسرائيل في الرمل ففتح عينيه وقال: «ارتع فهذا مرتع الأحباب»، وخرجت روحه.

## من أقواله
- اجتنبوا دناءة الأخلاق كما تجتنبون الحرام.[4]
- كل صوفي يكون هم الرزق قَائِما فِي قلبه فلزوم الْعَمَل أقرب لَهُ إِلَى الله وعلامة ركون الْقلب والسكون إِلَى الله أَن يكون قَوِيا عِنْد زَوَال الدُّنْيَا وإدبارها عَنهُ وفقده إِيَّاهَا وَيكون بِمَا فِي يَد الله أقوى وأوثق مِنْهُ بِمَا فِي يَده.[1]
- آثَار الْمحبَّة إِذا بَدَت ورياحها إِذا هَاجَتْ أماتت قوما وأحيت قوما وأفنت اسرارا وأبقت أسرارا تُؤثر آثارا مُخْتَلفَة وتبدي سرائر مكنونة وَتكشف عَن أَحْوَال مستترة.[1]